# St. Antonius der Einsiedler (Kreuzberg)

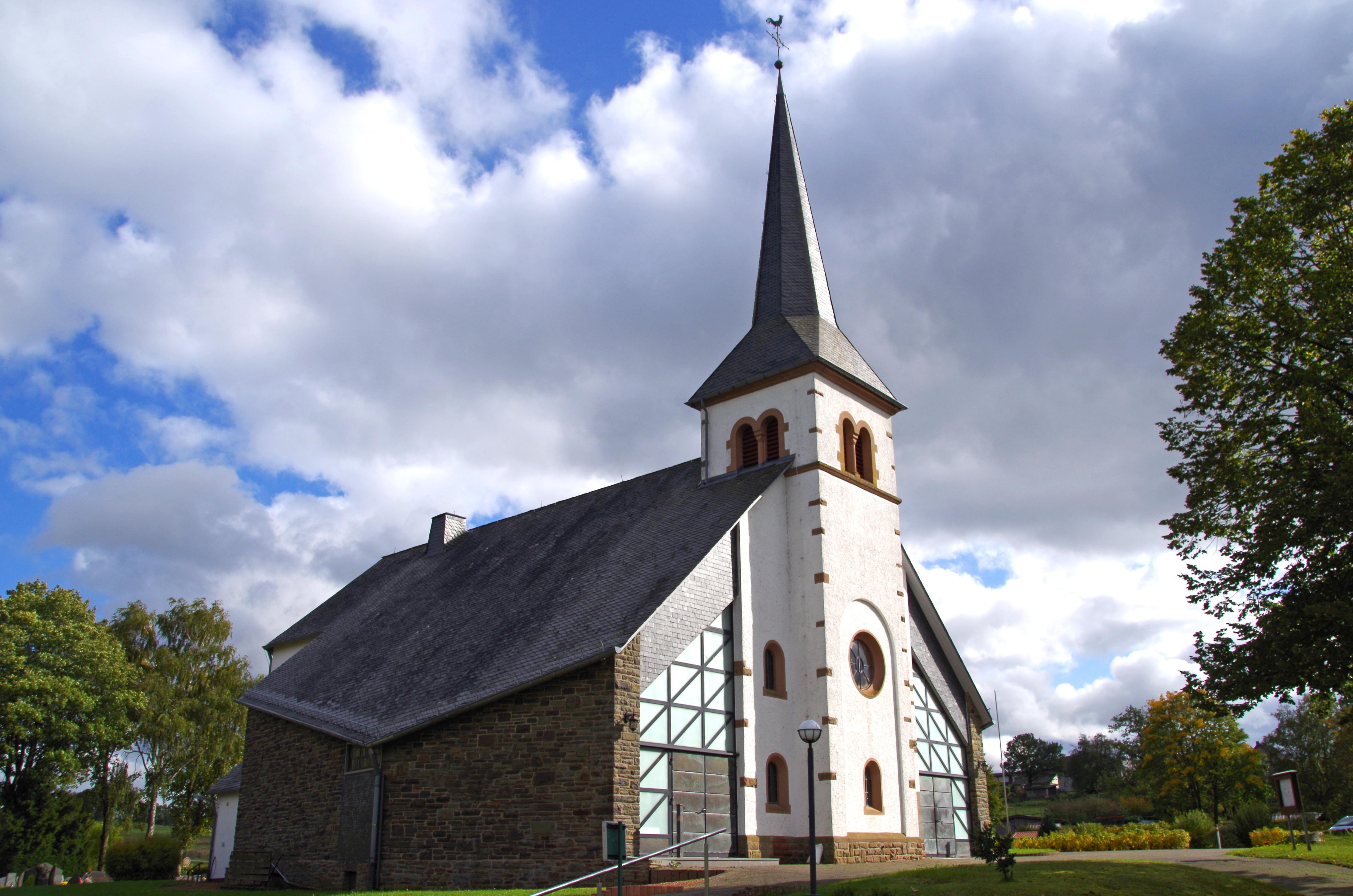
Pfarrkirche St. Antonius in Kreuzberg

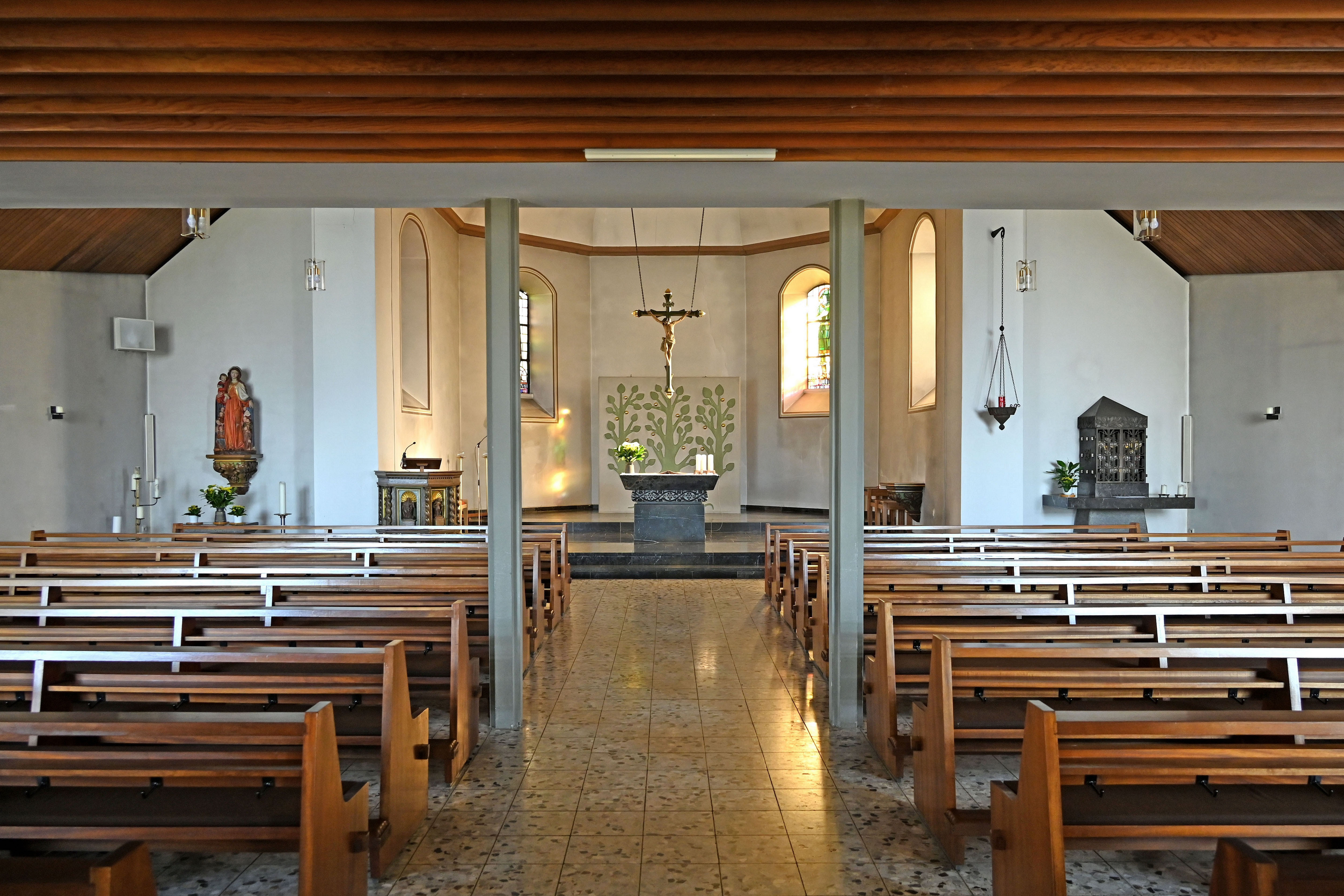
Innenraum mit Blick zum Altar

St. Antonius der Einsiedler ist die römisch-katholische Pfarrkirche des Hellenthaler Ortsteils Kreuzberg im Kreis Euskirchen in Nordrhein-Westfalen.
Die Kirche ist dem hl. Antonius dem Einsiedler geweiht. Zur Pfarre zählen auch die Weiler Hecken, Heiden, Linden, Oberschömbach, Paulushof und Unterschömbach.

## Lage
Das Kirchengebäude liegt am nördlichen Ortsrand von Kreuzberg und wird vom Friedhof umgeben. Das Gebäude liegt auf einer Höhe von 561 Metern.

## Allgemeines
Kreuzberg besitzt mindestens seit dem 17. Jahrhundert eine eigene Kapelle. Zu dieser Zeit gehörte der Ort zur Pfarre Wildenburg. Im 19. Jahrhundert bemühten sich die Einwohner Kreuzbergs vergeblich um eine Erhebung zur Pfarre. Im Jahr 1950 beantragten die Kreuzberger Katholiken beim Bistum Aachen nochmals die Erhebung zur Pfarrei, was Erfolg hatte. Am 25. März 1953 wurde Kreuzberg schließlich eigenständige Pfarrei. Die Pfarre Wildenburg ging dabei in die Kreuzberger Pfarre auf und ist seitdem Pfarrvikarie.

## Baugeschichte
Im 17. Jahrhundert wurde eine kleine Saalkirche in Formen des Barock errichtet, wovon heute noch der Chor erhalten ist. Im Jahr 1925 wurde diese Kirche nach Westen hin verlängert und ein neuer Glockenturm errichtet. Im Zweiten Weltkrieg wurde das Gotteshaus beschädigt. Die verursachten Schäden konnten bis 1956 behoben werden. Da die Kirche zu klein geworden war, beschloss man Anfang der 1960er Jahre eine Erweiterung. Die Pläne lieferte der Simmerather Architekt Peter Heinen. Dabei wurde das Kirchenschiff abgerissen und zwischen Chor und Glockenturm 1965 ein neues, wesentlich breiteres Kirchenschiff aus Bruchstein und Beton errichtet. Die Weihe fand am 13. März 1966 statt.

## Baubeschreibung
St. Antonius ist eine einschiffige Saalkirche aus Bruchstein. Der geostete barocke Chor aus dem 17. Jahrhundert ist einjochig und dreiseitig geschlossen. Das Kirchenschiff ist modern und besitzt ein Satteldach. Der eingezogene Glockenturm aus 1925 ist dreigeschossig, verputzt und besitzt einen achtseitigen Turmhelm. 

## Ausstattung
Von der Ausstattung sind eine Schutzmantelmadonna, die Kanzel sowie die Buntglasfenster im Chor erwähnenswert. Zwei der vier Chorfenster sind Werke von Hermann Gottfried aus dem Jahr 1963 und stellen die hl. Barbara von Nikomedien und den hl. Aloisius von Gonzaga dar. Die beiden anderen Fenster stellen den hl. Antonius den Einsiedler und den hl. Hubertus von Lüttich und wurden von Franz Melchior vermutlich in den 1920er Jahren geschaffen.
Die Orgel ist ein Werk des Hellenthaler Orgelbauers Weimbs aus dem Jahr 1959. Das Instrument besitzt eine elektropneumatische Traktur und 10 Register auf zwei Manuale und Pedal verteilt.

St. Antonius (Kreuzberg)
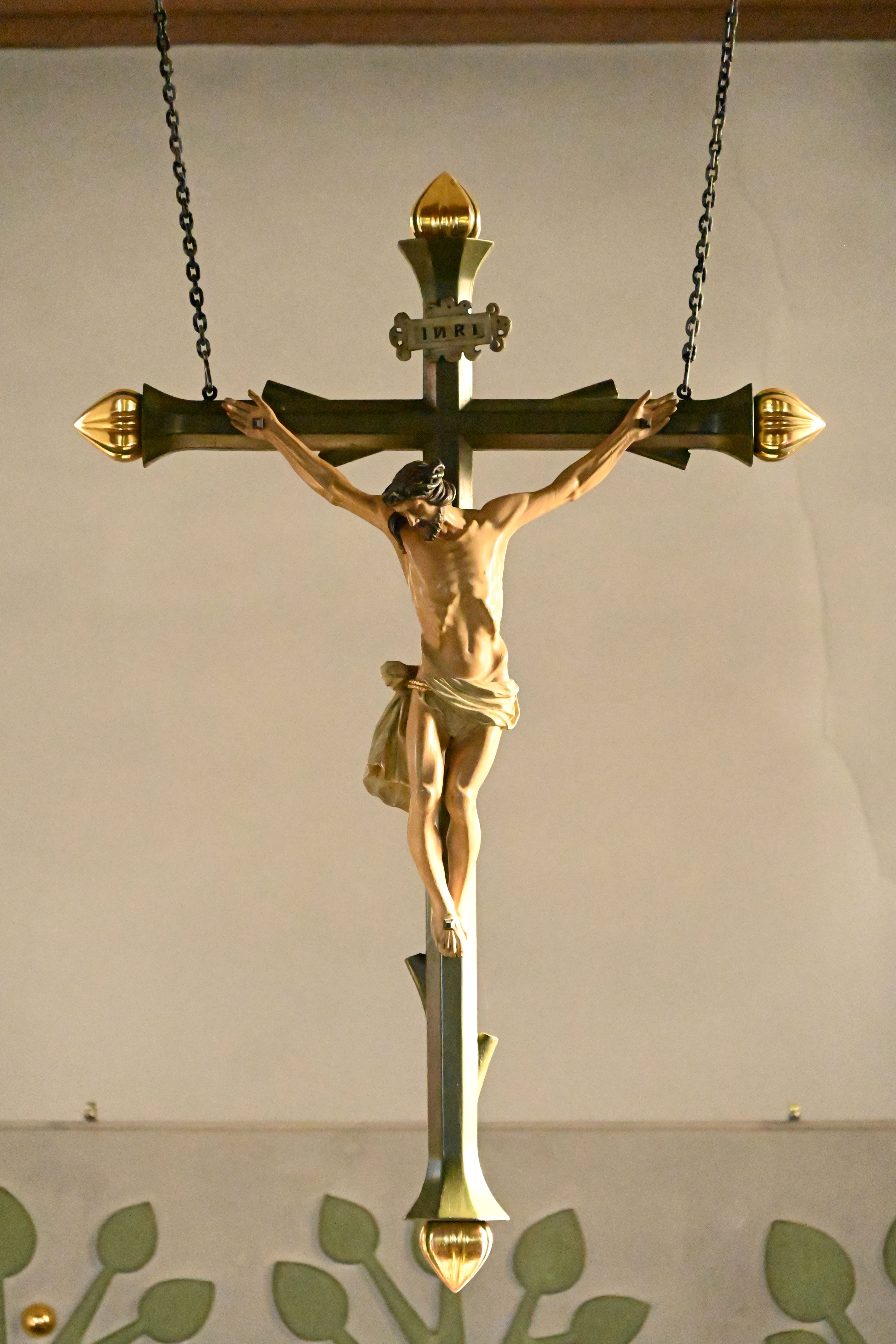
Kruzifix
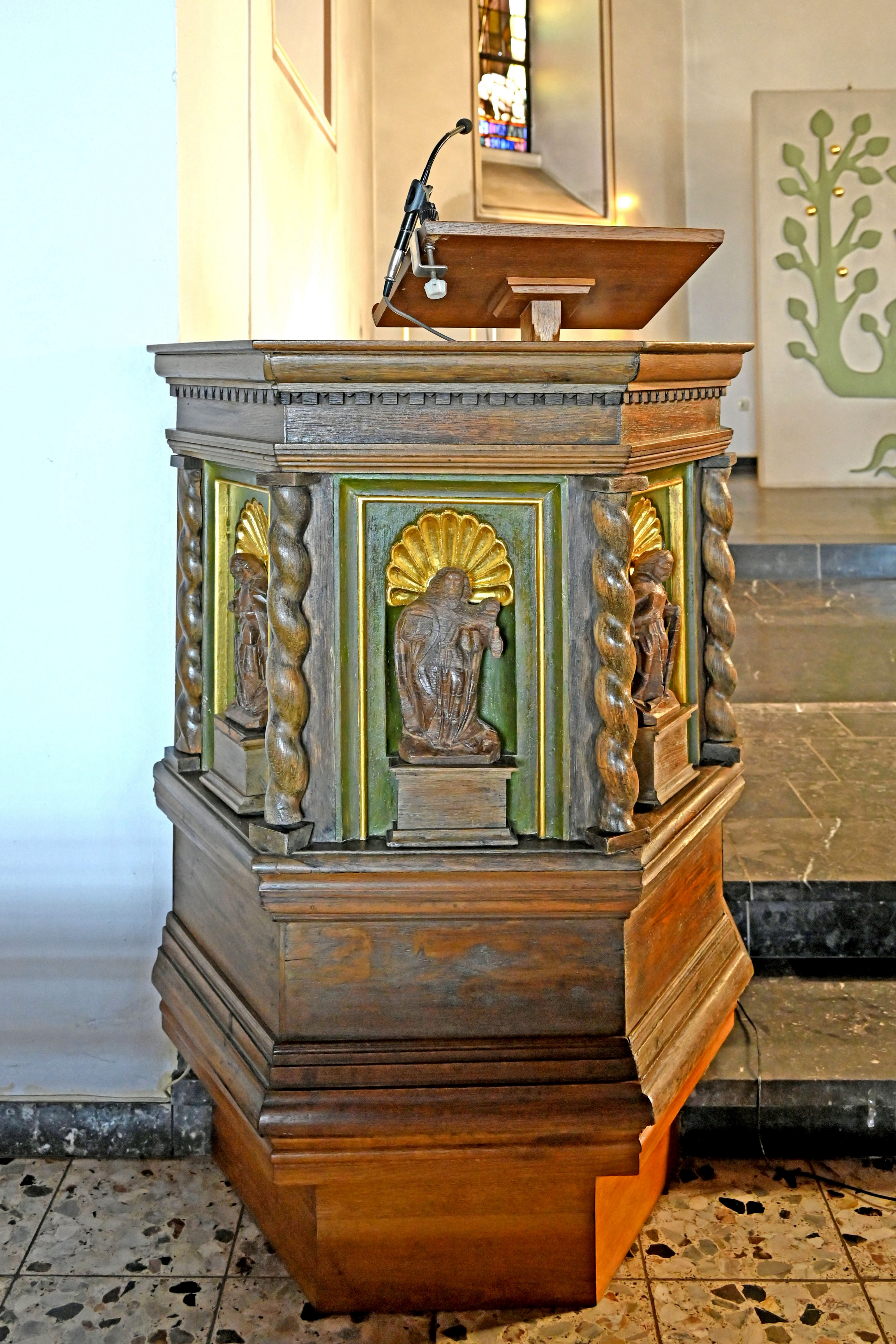
Kanzel
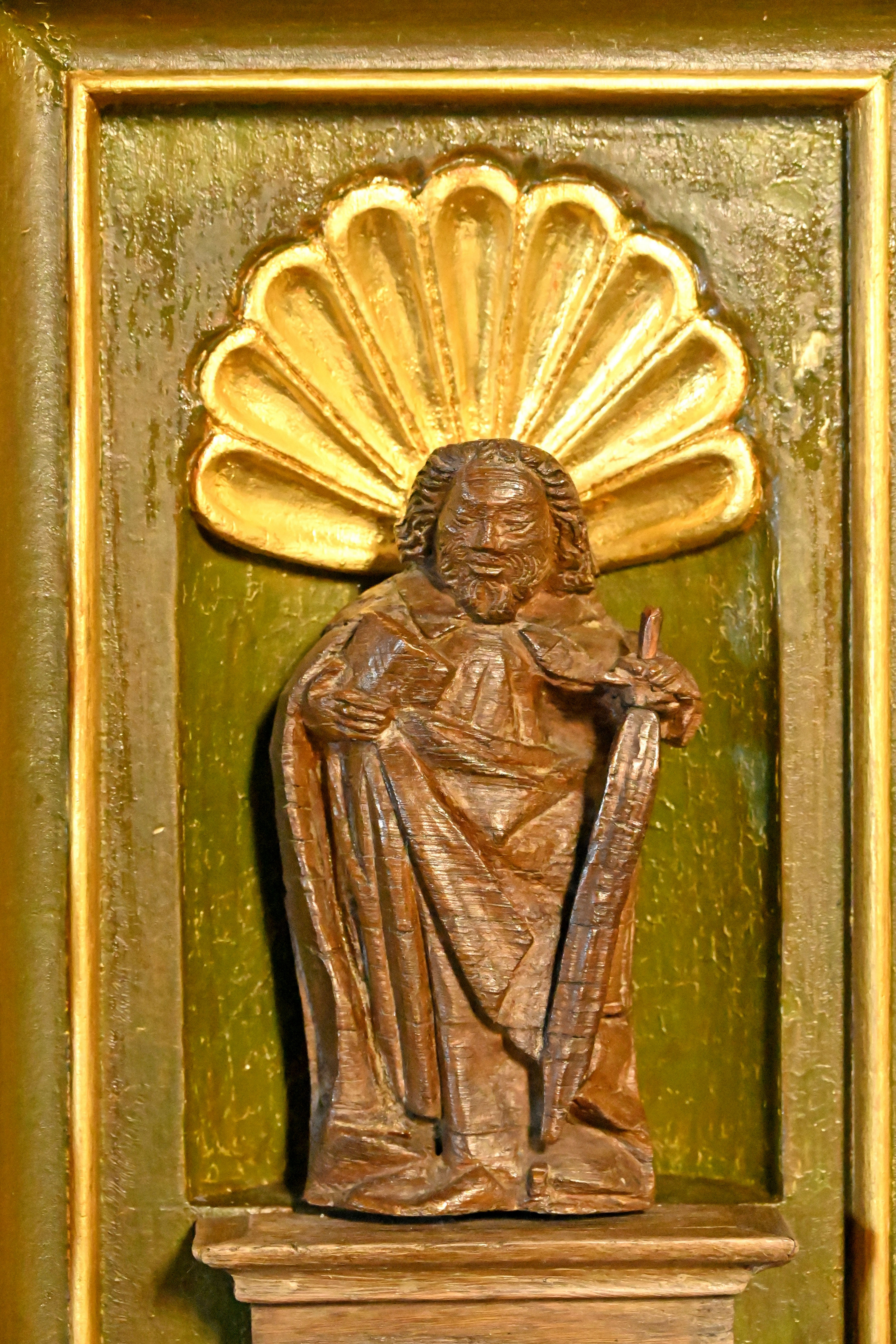
St. Paulus
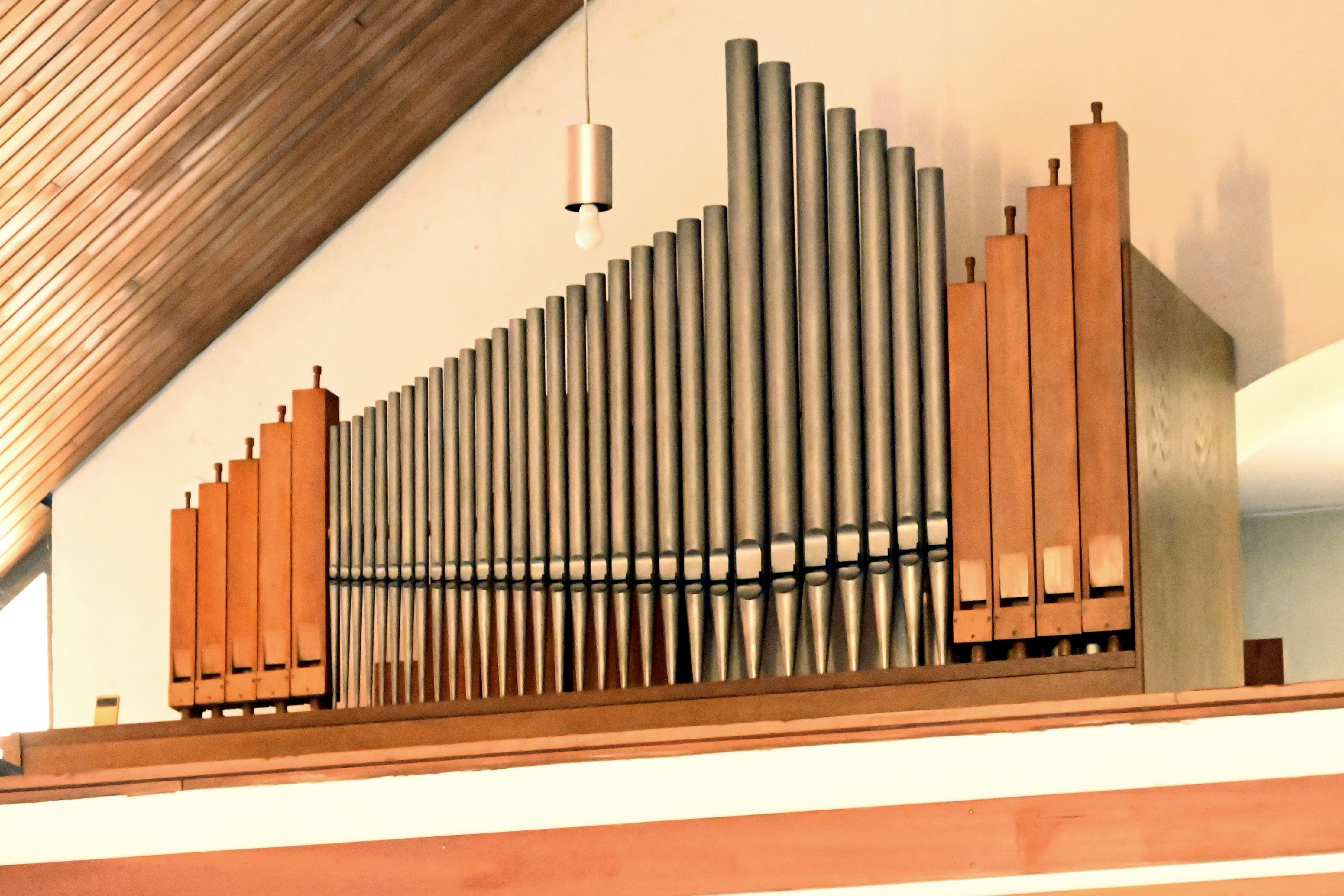
Weimbs-Orgel
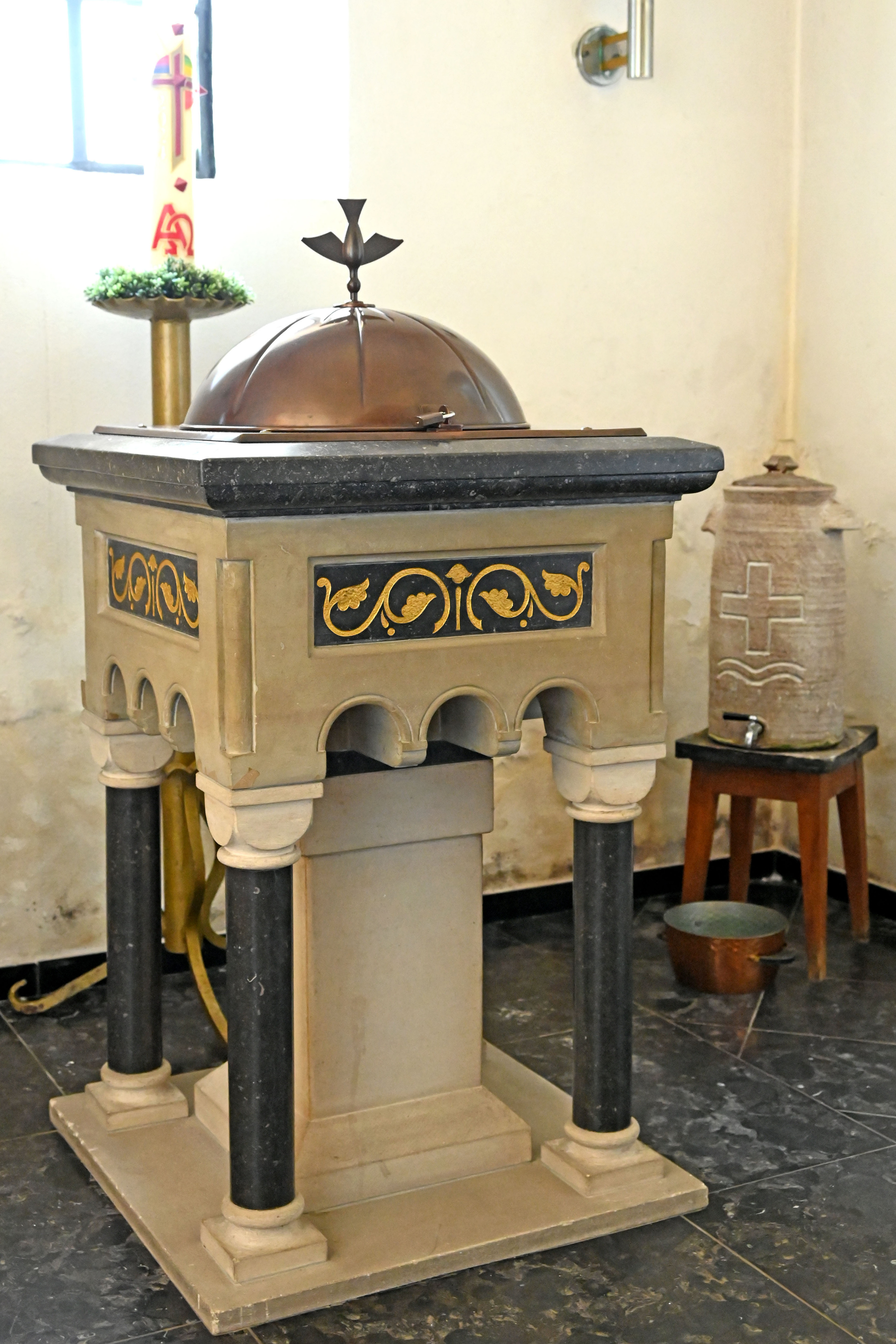
Taufstein
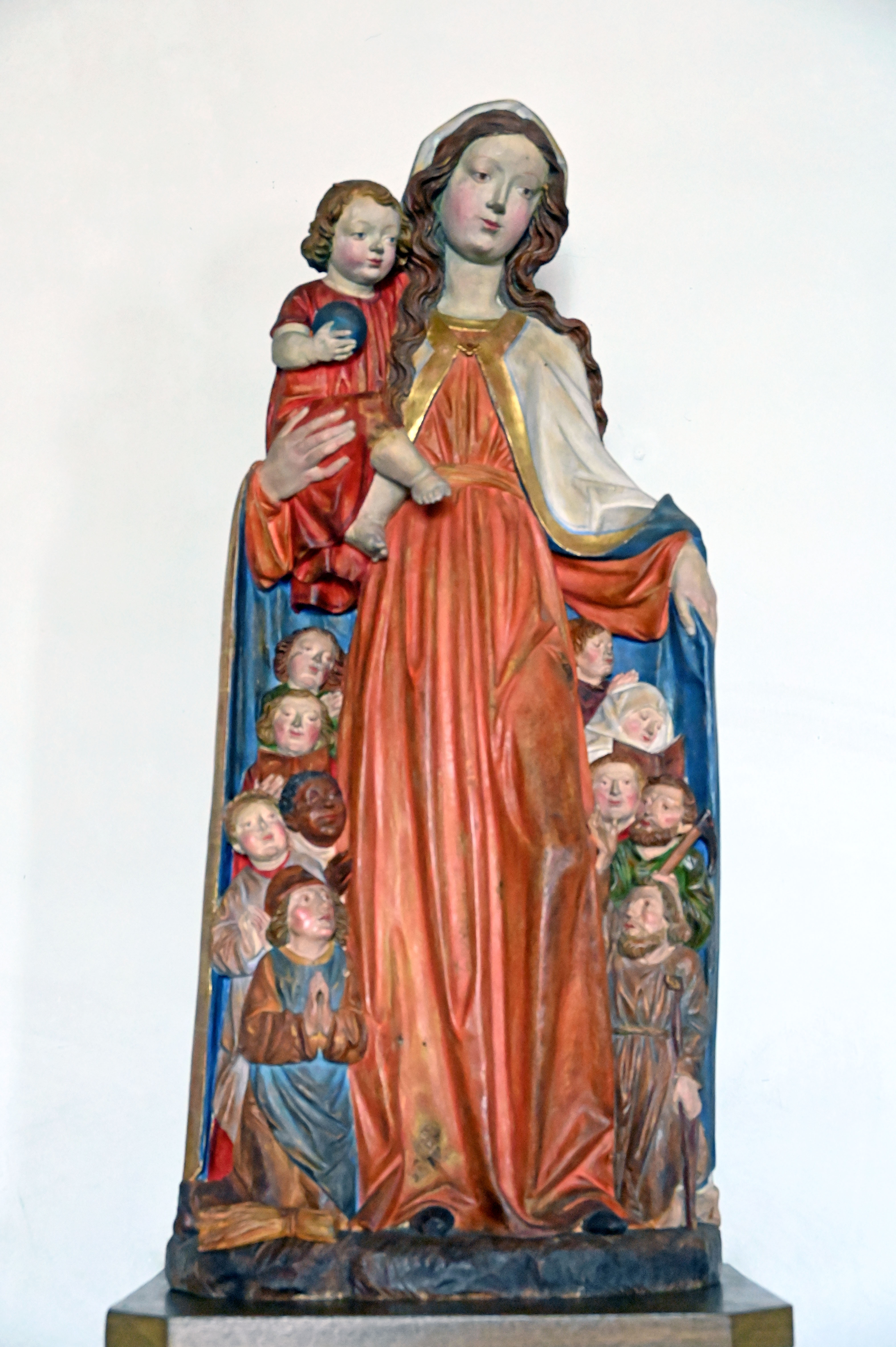
Madonna
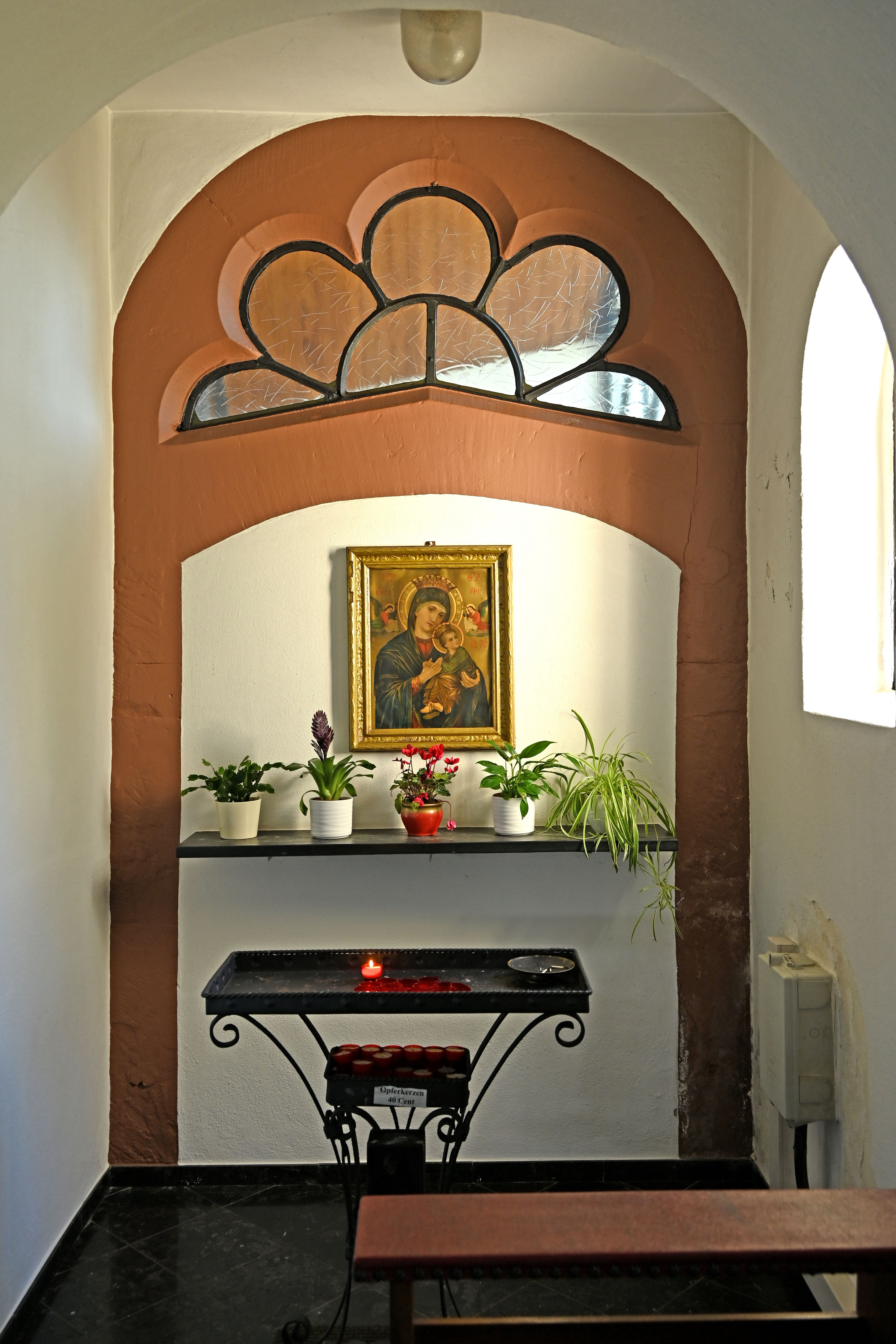
Mariahilf-Altar

## Pfarrer
Folgende Pfarrer wirkten bislang an St. Antonius als Seelsorger:
| von – bis | Name             |
| --------- | ---------------- |
| 1950–1966 | Josef Hamm       |
| 1966–1971 | Anton Lintzen    |
| 1971–1975 | Matthias Kopp    |
| 1975–1985 | Theodor Tümmler  |
| 1985–1993 | Alois Hüring     |
| 1993–2009 | Lothar Tillmann  |
| 2009–2023 | Philipp Cuck     |
| Seit 2023 | Thomas Schlütter |